# Oxylepus planicollis
Oxylepus planicollis  (лат.) — вид жуков щитоносок (Cassidini) из семейства листоедов.
Южная Африка (CP, Knuyrivier). Тело уплощённое желтовато-песочного цвета. Голова сверху не видна, так как прикрыта переднеспинкой. Надкрылья с выступами в передне-верхней части.
Растительноядная группа, питаются растениями различных видов семейства маревые (Chenopodiaceae), в том числе из рода солянка (Salsola sp.).